# Kim Mi-kyung
Kim Mi-kyung (en hangul: 김미경; nacida el 14 de octubre de 1963) es una reconocida actriz surcoreana.

## Biografía
En 1994 se casó con el productor de teatro Park Geun-won.

## Carrera
Es miembro de la agencia CL&Company Entertainment. Previamente fue miembro de la agencia Popeye Entertainment, hasta octubre del 2019 después de que la agencia cerrara.
Desde 1985 es miembro de la compañía de teatro Yeonwoo Mudae.
En 2004 se unió al elenco recurrente de la serie Sunlight Pours Down, donde dio vida a Han Jung-do, la madre de Kim Min-ho (Ryoo Seung-bum).
En el 2006 interpretó a Kim Bong-hee, la madre de Hong Mi-jung (Choi Ja-hye) en la serie Spring Waltz.
Ese mismo año se unió al elenco recurrente de la serie Pure in Heart, donde interpretó a Kim Ok-geum, la comprensiva pero estricta madre de Hong Woo-kyung (Lee Min-woo) y Hong Woo-sook (Jo Jeong-rin).
En 2007 se unió al elenco recurrente de la serie The Golden Era of Daughters-in-Law, donde dio vida a Oh Sang-sook, una empelada de "SOPY Fashion".
En mayo del 2008 se unió al elenco recurrente de la serie Women of the Sun, donde interpretó a Park Young-sook, la madre biológica de Shin Do-young (Kim Ji-soo). El 17 de noviembre del mismo año se unió al elenco recurrente de la serie I Love You, Don't Cry, donde dio vida a Han Young-ok, la tía de Han Young-min (Lee Jung-jin).
En el 2009 se unió al elenco recurrente de la serie Tamra, the Island, donde interpretó a Choi Jang-nyeo, la madre de Jang Beo-jin (Seo Woo).
En agosto del 2010 se unió al elenco recurrente de la serie Sungkyunkwan Scandal, donde dio vida a la señora Jo, la madre de Kim Yoon-hee (Park Min-young). También se unió al drama A Family's Secret ,donde interpretó a Go Yang-hee, la madre de la familia Wang. Ese mismo año se unió al elenco recurrente de la serie Secret Garden, donde dio vida a la dueña del restaurante en la montaña.
En el 2012 obtuvo un papel secundario en la serie Faith, donde interpretó a Choi, una de las damas de la corte Choi y tía del general Choi Young (Lee Min-ho).
En enero del 2013 interpretó a Oh Mak-nae, la madre de Kim Seo-won (Choi Kang-hee) en la serie de espionaje 7th Grade Civil Servant. También apareció en la serie The Queen of Office, donde interpretó a Kim Sook-ja, la hermana de Jung Joo-ri (Jung Yu-mi). En abril se unió al elenco recurrente de la serie The Fugitive of Joseon, donde dio vida a la médica Seo Jang-geum. En junio del mismo año tuvo varias apariciones especiales en la serie I Can Hear Your Voice ,donde interpretó a Jeon Young-ja, la esposa de Hwang Dal-joong (Kim Byeong-ok). En agosto se unió al elenco recurrente de la serie Master's Sun, donde dio vida a Joo Sung-ran, la tía de Joo Joong-won (So Ji-sub). En octubre del mismo año se unió al elenco recurrente de la popular serie The Heirs, donde interpretó a Park Hee-nam, la amable y muda ama de casa de la familia Kim y la madre de Cha Eun-sang (Park Shin-hye), quien pierde la voz cuando tenía tres años debido a una fiebre severa.
En junio del 2014 se unió al elenco recurrente de la serie Make Your Wish, donde interpretó a Lee Jung-sook, la madre de Han So Won (Oh Ji-eun) y Han Da-won (Song Yoo-jung). En agosto del mismo año se unió al elenco recurrente de la serie Plus Nine Boys, donde interpretó a Gu Bok-ja, la hermana de Gwang Soo y madre de Jin Goo (Kim Young-kwang), (Yook Sung-jae) Min Goo y Dong Goo (Choi Ro Woon). En septiembre del mismo año It's Okay, That's Love, donde dio vida a la madre de Ji Hae-soo (Gong Hyo-jin). También dio vida a una ama de casa en la serie Blade Man (también conocida como "Iron Man"). En diciembre del mismo año se unió al elenco recurrente de la serie Healer, donde interpretó a Jo Min-ja, una exdetective especializada en crímenes cibernéticos, hasta el final de la serie en febrero del 2015.
En 2015 se unió al elenco recurrente de la serie Super Daddy Yeol, donde dio vida a Hwang Ji-woo, la directora de la Clínica de Rehabilitación. En octubre del mismo año se unió al elenco recurrente de la serie Brilliant Seduction, donde interpretó a Choi Gang-ja, la madre de Shin Eun-soo (Choi Kang-hee). Ese mismo año se unió al elenco recurrente de la serie Yong-pal, donde interpretó a la enfermera a cargo de la cirugía general en el Hospital Hanshin.
El 2 de mayo de 2016 se unió al elenco recurrente de la serie Another Miss Oh, donde dio vida a Hwang Deok-yi, una mujer con carácter fuerte y la madre de Oh Hae-young (soil) (Seo Hyun-jin), hasta el final de la serie el 28 de junio del mismo año. El 7 de noviembre del mismo año se unió al elenco principal de la serie The Sound of Your Heart, donde dio vida a Kwon Jeong-kwon, la madre de Jo Seok (Lee Kwang-soo), hasta el final de la serie el 9 de diciembre del mismo año. Ese mismo mes se unió al elenco recurrente de la serie Person Who Gives Happiness, donde interpretó a Park Bok-ae, familiar de Seo Suk-jin (Lee Ha-yool).
En el 2017 apareció en la serie Saimdang, Memoir of Colors, donde interpretó a la directora Seon, en el tiempo presente. También dio vida a la señora Chae, la madre de Chae Ro-woon (Park Hye-soo) en la serie Introverted Boss. En octubre del mismo año se unió al elenco recurrente de la serie 20th Century Boy and Girl, donde interpretó a Kim Mi-kyung, la madre de la actriz Sa Jin-jin (Han Ye-seul). Ese mismo mes se unió al elenco recurrente de la serie Go Back Couple, donde interpretó a Go Eun-sook, la madre de Ma Jin-joo (Jang Na-ra).
En el 2018 apareció en la serie Shall We Live Together, donde dio vida a Jung Jin-hee. En marzo del mismo año se unió al elenco recurrente de la serie Grand Prince, donde dio vida a Ahn Jook-san, una ama de casa típica.
En julio del 2020 se unió al elenco recurrente de la serie Did We Love?, donde interpretó a Choi Hyang-ja, la madre de Noh Ae-jung (Song Ji-hyo).
En 2022 fue la madre de la protagonista Jin Ha-kyung (Park Min-young) en la serie Las inclemencias del amor, cuyo estreno se produjo en febrero de ese año.

## Filmografía

### Series de televisión
| Año     | Título                                        | Personaje                   | Notas         | Ref.          |
| ------- | --------------------------------------------- | --------------------------- | ------------- | ------------- |
| 1993    | Love Is Helpless                              | -                           |               |               |
| 1997    | There Is a Bluebird                           | Mrs. Baek                   |               |               |
| 1998    | Song of the Wind                              | Mrs. Song                   |               |               |
| 1999    | KAIST                                         | Dueña del Kiosko            |               |               |
| 2002    | Great Ambition                                | Park Yeo-jin                |               |               |
| 2003    | Sang Doo! Let's Go to School                  | Maestra de Cha Sang-doo     |               |               |
| 2003    | Rosemary                                      | Cho Mi-sook                 |               |               |
| 2004    | Sunlight Pours Down                           | Han Jung-do                 |               |               |
| 2005    | Young-jae's Golden Days                       | Sung Mi-kyung               |               |               |
| 2005    | Drama City - "Goblins Are Alive"              | Maestra Kang                |               |               |
| 2005    | Encounter                                     | -                           |               |               |
| 2006    | Someday                                       | Madre de Choi Jae-deok      |               |               |
| 2006    | Pure in Heart                                 | Kim Ok-geum                 |               |               |
| 2006    | Spring Waltz                                  | Kim Bong-hee                |               |               |
| 2006    | Goodbye Solo                                  | Ahn Hae-young               |               |               |
| 2007    | In-soon Is Pretty                             | Oh Myung-sook               |               |               |
| 2007    | The Legend                                    | Bason                       |               |               |
| 2007    | The Golden Era of Daughters-in-Law            | Oh Sang-sook                |               |               |
| 2007    | By My Side                                    | Madre de Lee Yoon-seop      |               |               |
| 2008    | Mrs. Saigon                                   | -                           |               |               |
| 2008    | I Love You, Don't Cry                         | Han Young-ok                | 132 episodios |               |
| 2008    | Women of the Sun                              | Park Young-sook             |               |               |
| 2008    | La Dolce Vita                                 | Mrs. Lee                    |               |               |
| 2008    | Who Are You?                                  | Oh Young-hee                | 17 episodios  |               |
| 2008    | Kokkiri (Elephant)                            | Madre                       |               |               |
| 2009    | I'll Give You Everything                      | Choi Yong-shim              |               |               |
| 2009    | Tamra, the Island                             | Choi Jang-nyeo              |               |               |
| 2009    | Partner                                       | Madre de Jung Jae-ho        | 3 episodios   |               |
| 2009    | Hero                                          | -                           |               |               |
| 2009    | The Slingshot                                 | Detective Kim               |               |               |
| 2010    | Secret Garden                                 | Dueña del Restaurante       |               |               |
| 2010    | Drama Special - "A Family's Secret"           | Ko Yang-hee                 | Ep. n.º 1     |               |
| 2010    | Sungkyunkwan Scandal                          | Ms. Cho                     | 9 episodios   |               |
| 2010    | Running, Gu                                   | Eun-mi                      |               |               |
| 2010    | Becoming a Billionaire                        | Madre de Park Kang-woo      |               |               |
| 2011    | What's Up?                                    | Prof. Yang Soo-jung         |               |               |
| 2011    | Lights and Shadows                            | Kim Geum-rye                |               |               |
| 2011    | My Love By My Side                            | Choi Eun-hee                |               |               |
| 2011    | Baby Faced Beauty                             | Directora Baek              |               |               |
| 2011    | Drama Special - "Hair Show"                   | Park Jung-rae               | 4 episodios   |               |
| 2012    | Missing You                                   | Song Mi-jung                |               |               |
| 2012    | Faith                                         | Lady Choi                   | 23 episodios  |               |
| 2012    | Golden Time                                   | Madre de Lee Min-woo        |               |               |
| 2012    | Drama Special - "Just an Ordinary Love Story" | Mrs. Shin                   | 4 episodios   |               |
| 2013    | The Heirs                                     | Park Hee-nam                | 20 episodios  |               |
| 2013    | Master's Sun                                  | Joo Sung-ran                | 17 episodios  |               |
| 2013    | I Can Hear Your Voice                         | Jeon Young-ja / Sun Chae-ok | 4 episodios   |               |
| 2013    | Goddess of Marriage                           | Madre de Kim Hyun-woo       |               |               |
| 2013    | The Fugitive of Joseon                        | Seo Jang-keum               | 20 episodios  |               |
| 2013    | The Queen of Office                           | Kim Sook-ja                 |               |               |
| 2013    | 7th Grade Civil Servant                       | Oh Mak-nae                  | 2 episodios   |               |
| 2014    | Blade Man                                     | Ama de casa                 |               |               |
| 2014    | Big Man                                       | Ahn Bong-rim                |               |               |
| 2014    | Make Your Wish                                | Lee Jung-sook               | 120 episodios |               |
| 2014    | It's Okay, That's Love                        | Madre de Ji Hae-soo         |               |               |
| 2014    | Plus Nine Boys                                | Koo Bok-ja                  | 14 episodios  |               |
| 2014    | Bride of the Century                          | -                           | Ep. n.º 1     |               |
| 2014-15 | Healer                                        | Cho Min-ja                  | 20 episodios  |               |
| 2014-15 | One Sunny Day                                 | -                           |               |               |
| 2015    | Brilliant Seduction                           | Choi Kang-ja                |               |               |
| 2015    | Yong-pal                                      | Enfermera                   | 18 episodios  |               |
| 2015    | Super Daddy Yeol                              | Hwang Ji-woo                |               |               |
| 2016    | The Sound of Your Heart                       | Kwon Jung-kwon              | 20 episodios  |               |
| 2016    | Another Miss Oh                               | Hwang Deok-yi               | 18 episodios  |               |
| 2016-17 | Person Who Gives Happiness                    | Park Bok-ae                 |               |               |
| 2017    | Go Back Couple                                | Ko Eun-sook                 |               |               |
| 2017    | 20th Century Boy and Girl                     | Kim Mi-kyung                |               |               |
| 2017    | Irish Uppercut                                | Ángel de la Muerte Kim      | 8 episodios   |               |
| 2017    | Saimdang, Memoir of Colors                    | Directora Sun               |               |               |
| 2017    | Introverted Boss                              | Mrs. Chae                   | 3 episodios   |               |
| 2018    | Marry Me Now                                  | Jung Jin-hee                |               |               |
| 2018    | Grand Prince                                  | Ahn Jook-san                | 3 episodios   |               |
| 2018-19 | My Strange Hero                               | Lee Jung-sun                |               |               |
| 2019    | V.I.P                                         | Kye Mi-ok                   |               |               |
| 2019    | Love Affairs in the Afternoon                 | Na Ae-ja                    |               |               |
| 2019    | Her Private Life                              | Ko Young-sook               |               |               |
| 2020    | 18 Again                                      | Yeo In-ja                   |               |               |
| 2020    | When I Was the Most Beautiful                 | Kim Go-woon                 |               |               |
| 2020    | Did We Love?                                  | Choi Hyang-ja               |               |               |
| 2020    | It's Okay to Not Be Okay                      | Kang Soon-deok              |               |               |
| 2020    | Hi Bye, Mama!                                 | Jeon Eun-sook               |               |               |
| 2021    | She Would Never Know                          | Madre de Lee Jae-shin       |               |               |
| 2022    | No hay boda sin caos                          | Lee Dal-young               | Serie web     | [ 11 ]        |
| 2022    | Deseos VIP                                    | Madre de Lee Hyung-joo      | 8 episodios   | [ 12 ]        |
| 2022    | Las inclemencias del amor                     | Bae Soo-ja                  | 16 episodios  | [ 10 ]        |
| 2022-23 | El tranvía                                    | Woo Jin-seok                |               | [ 13 ]        |
| 2023    | Agency                                        | Seo Eun-ja                  |               | [ 14 ]        |
| 2023    | Curso intensivo de amor                       | Jung Young-soon             | Cameo         | [ 15 ]        |
| 2023    | Doctora Cha                                   | Oh Deok-rye                 |               | [ 16 ]        |
| 2023-24 | Tell Me That You Love Me                      | Na Ae-sook                  |               |               |
| 2023-24 | De vuelta en Samdal-ri                        | Ko Mi-ja                    |               | [ 17 ] [ 18 ] |
| 2023-24 | El juego de la muerte                         | Madre de Yi-jae             | Serie web     | [ 19 ]        |
| 2024    | Knight Flower                                 | Yoo Geum-ok                 |               | [ 20 ] [ 21 ] |
| 2024    | Black Out                                     | Jeong Geum-hee              |               | [ 22 ] [ 23 ] |
| 2025    | El hada y el pastor                           | Chamana (general Dongcheon) |               | [ 24 ] [ 25 ] |

### Películas
| Año  | Título                         | Personaje               | Notas                                                                                          |
| ---- | ------------------------------ | ----------------------- | ---------------------------------------------------------------------------------------------- |
| 1986 | Lee Jang-ho's Baseball Team    | -                       |                                                                                                |
| 1993 | Dead End                       | -                       |                                                                                                |
| 2001 | One Fine Spring Day            | Maestra                 |                                                                                                |
| 2003 | Acacia                         | Mujer Embarazada        |                                                                                                |
| 2004 | Dance with the Wind            | Vendedora de Tteokbokki |                                                                                                |
| 2004 | S Diary                        | Madre de Yoo-in         |                                                                                                |
| 2007 | Secret Sunshine                | Dueña de la Boutique    |                                                                                                |
| 2007 | Shadows in the Palace          | Lady Shim               |                                                                                                |
| 2008 | If You Were Me: Anima Vision 2 | Esposa / Abuela         | segmento: "Baby"                                                                               |
| 2011 | G-Love                         | Monja Principal         |                                                                                                |
| 2011 | Blind                          | Directora               | junto a Kim Ha-neul, Yoo Seung-ho, Jo Hee-bong, Yang Young-jo y Park Bo-gum                    |
| 2011 | Always                         | Hermana Joanna          | junto a So Ji-sub, Han Hyo-joo, Park Chul-min, Yoon Jong-hwa, Oh Kwang-rok y Jo Sung-ha        |
| 2011 | 그녀의 13월                    | -                       |                                                                                                |
| 2015 | C'est Si Bon                   | Madre de Oh Geun-tae    | junto a Jung Woo, Kim Yoon-seok, Lee Dae-yeon, Han Hyo-joo, Kang Ha-neul, Jin Goo y Ki Do-hoon |
| 2015 | The Chosen: Forbidden Cave     | Choon-ae                |                                                                                                |
| 2019 | Warning: Do Not Play           | Profesora de cine       | junto a Seo Ye-ji, Jin Sun-gyu, Kim Bo-ra, Cha-yeob, Jo Jae-young y Ji Yoon-ho                 |
| 2019 | Kim Ji-young: Born 1982        | Mi-sook                 |                                                                                                |
| 2021 | Sweet & Sour                   | Madre de Lee Jang-hyuk  | [ 26 ]                                                                                         |

### Apariciones en programas
| Año  | Título                        | Notas    |
| ---- | ----------------------------- | -------- |
| 2013 | One Night of TV Entertainment | invitada |

### Teatro
| Año  | Obra                        | Notas |
| ---- | --------------------------- | ----- |
| -    | A Crying Bird on the Border |       |
| 1985 | Mr. Han's Chronicle         |       |
| 1988 | Even Birds Quit This World  |       |
| 1990 | Teacher Choi                |       |
| 1991 | Dongseung                   |       |

## Premios y nominaciones
| Año  | Premio                                        | Categoría                                         | Trabajo                    | Resultado | Ref.   |
| ---- | --------------------------------------------- | ------------------------------------------------- | -------------------------- | --------- | ------ |
| 1990 | 26th Baeksang Arts Award                      | Mejor actriz revelación (teatro)                  | -                          | Ganadora  |        |
| 2013 | SBS Drama Award                               | Premio especial, actriz en miniserie              | Master's Sun               | Ganadora  |        |
| 2016 | tvN10 Award                                   | Premio Ladrón de escenas, actriz                  | Another Miss Oh            | Nominada  |        |
| 2017 | MBC Drama Award                               | Premio a la gran excelencia, actriz en soap opera | Person Who Gives Happiness | Ganadora  |        |
| 2020 | 25th Chunsa Film Art Award                    | Mejor actriz de reparto                           | Kim Ji Young, Born 1982    | Ganadora  |        |
| 2020 | 56th Baeksang Arts Award                      | Mejor actriz de reparto (cine)                    | Kim Ji Young, Born 1982    | Nominada  | [ 27 ] |
| 2020 | 40th Korean Association Of Film Critics Award | Mejor actriz de reparto                           | Kim Ji Young, Born 1982    | Ganadora  | [ 28 ] |
| 2020 | 41st Blue Dragon Film Award                   | Mejor actriz de reparto                           | Kim Ji Young, Born 1982    | Nominada  | [ 29 ] |
| 2021 | 40th Golden Cinema Film Festival              | Mejor actriz de reparto                           | Kim Ji Young, Born 1982    | Ganadora  | [ 30 ] |